# Lichinella cribellifera
Lichinella cribellifera är en lavart som först beskrevs av William Nylander och som fick sitt nu gällande namn av P. P. Moreno & Egea. 
Lichinella cribellifera ingår i släktet Lichinella och familjen Lichinaceae. Inga underarter finns listade i Catalogue of Life.